# Manfred Schurti
Manfred Schurti (ur. 24 grudnia 1941 roku w Lustenau) – kierowca wyścigowy z Liechtensteinu.

## Kariera
Schurti rozpoczął karierę w międzynarodowych wyścigach samochodowych w 1971 roku od startu w klasie Europejskiej Formule Super Vee. Z dorobkiem osiemnastu punktów uplasował się tam na piątej pozycji w klasyfikacji generalnej. Rok później w tej samej serii był mistrzem. W późniejszych latach Schurti pojawiał się także w stawce Formuły Super Vee, International Castrol GTX Trophy, Europejskiej Formuły 2, 24-godzinnego wyścigu Le Mans, German Racing Championship, Procar BMW M1, World Sportscar Championship, World Challenge for Endurance Drivers, World Championship for Drivers and Makes, IMSA Camel GTO oraz FIA World Endurance Championship.